# Плоты (гмина)
Плоты (пол. Płoty) — гмина (волость) в Польше, входит как административная единица в Грыфицкий повет, Западно-Поморское воеводство. Население — 9133 человека (на 2013 год).
Административным центром является г. Плоты.
Место в регионе (среди 114 гмин) по площади 37, по населенности — 39.
В 2013 году муниципальные расходы бюджета Плотов были 30,7 млн злотых, а доходы бюджета 31,0 млн злотых. Государственный долг, по данным местных органов власти за четвертый квартал 2013 года составил 14,2 млн злотых, что составило 45,6 % от выручки.

## Расположение
По данным на 1 января 2009 г. площадь гмины 239,19 кв.км. Гмина составляет 23,5 % от повета.
Гмина расположена на Грифицкой и Новогардской равнинах. Она расположен в южной части Грыфицкого повета.
Лесные площади занимают 28 % территории гмины, а 61 % — земли сельскохозяйственного назначения.
Соседние гмины:
- Бройце и Грыфице (Грыфицкий повет)
- Новогард (Голенювский повет)
- Гольчево (Каменьский повет)
- Рымань (Колобжегский повет)
- Реско (Лобезский повет)

До 31 декабря 1998 г. был частью Щецинского воеводства.

## Демография
Данные от 30 июня 2004 года:
| описание                       | Всего | Всего | Женщины | Женщины | Мужчины | Мужчины |
| ------------------------------ | ----- | ----- | ------- | ------- | ------- | ------- |
| единица измерения              | чел.  | %     | чел.    | %       | чел.    | %       |
| население                      | 9214  | 100   | 4741    | 51,5    | 4473    | 48,5    |
| плотность населения (чел./км²) | 38,6  | 38,6  | 19,9    | 19,9    | 18,7    | 18,7    |

В гмине проживает 15,25 % населения повета.
- Возрастная пирамида жителей Плотов в 2014 году[5].

## Природа
В непосредственной близости от города находится цветочный заповедник Врозовиско Совно. Через гмину и город протекает река Рега, её участок от Плотов до повета Смоленцин называется Рейовицким озером. Возле деревни Вышогуры из неё вытекает река Уклея. Обе реки доступны для байдарок.

## Коммуникации
Через гмину проходит национальная дорога № 6, связывающая Плоты с Новогардом (19 км) и через Рымань (23 км) с Карлино (50 км) и дороги местного значения № 108 до Гольчево (21 км), № 109 до Мжежино (40 км) и № 152 до Реско (10 км).

### Железная дорога

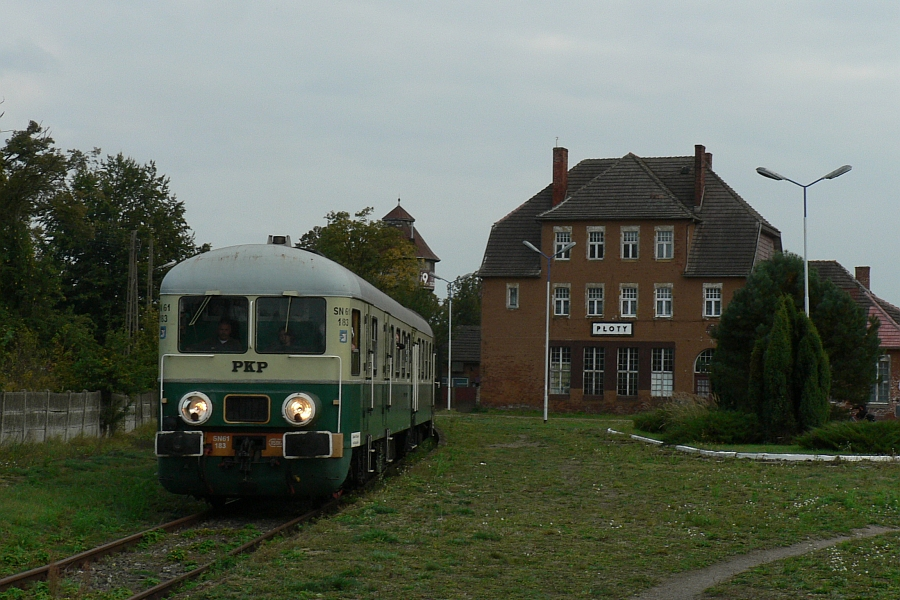
Железнодорожная станция Плоты

В настоящее время в гмине открыты 2 станции: Вышогура и Плоты (на линии Щецин—Колобжег).
История железной дороги
Железнодорожное сообщение в Плотах появилось в 1882 г. после открытия линии из Голенюва через Вышогуру до Грыфице, через несколько месяцев позднее линия была продлена до Колобжега. В 1893 году была построена линия от Вышогуры до Реско Южного. В 1909 году была открыта линия от Реско Северного до Гольчево Поморского. Через год было проведено ответвление до Ворово, а в 1910 г. — до Высокой Каменьски. В 1945 г. линия Вышогура — Реско Северный была демонтирована. Почти 50 лет спустя, в 1992 году была закрыта линия Каменьска — Ворово.

## Памятники
- Старый замок
- Новый замок
- Ратуша
- Костёл Преображения Господня

## Культура и образование
Большая часть культурной деятельности сосредоточена в Районно-городском центре культуры, который поддерживает музыкальные и танцевальные ансамбли, кружки, организует культурные мероприятия и развлечения, и местную ежемесячную газету «Gazeta Płotowska». В Старом замке Плотов расположена городская библиотека.
На территории гмины действуют 1 детский сад, 1 открытая средняя школа, пять начальных школ (Плоты, Мехово, Вицимице, Вышовор) и общеобразовательный лицей им. Винсента Витоша.

## Административное деление
Гмина Плоты имеет 21 дополнительное подразделение гмины.

## История
- XIII век — первое упоминание названия города в письменных источниках.
- 1277 год — владелец Плот дарует ему права города.
- XIV век — богатый и процветающий город неоднократно менял владельца, и только в XV веке герцог Богуслав X передаёт город в исключительное владение рода Остен-Сакенов.
- В 1465 году в конфликте с горожанами Колобжега город был сожжён, а деревянный замок полностью разрушен. Плоты горели несколько раз: в 1561, 1630, 1641, 1660, 1673, 1723, 1860 годах. Самый большой был в 1612 году, когда сгорели, среди прочего, костёл и дом священника.
- В 1577 году один из братьев семьи Остен-Сакенов (Ведиг Остен) продает свою часть из недвижимости города и замка династии Блюхер.
- В 1580 году Ведиг Остен приступает к строительству второго замка (то есть Нового). Около пятидесяти лет спустя наследник династии Остен-Сакенов женится наследнице недвижимости из династии Блюхер и разделённое имущество снова соединилось.
- 1638 год — во время Тридцатилетней войны население разорено и разграблено, город разрушен чумой. Из 450 жителей погибло более 200 человек.
- В 1808 году в результате реформ город получил самоуправление, избранное всеми полноправными гражданами.
- В 1882 году появилось железнодорожное сообщение.
- После 1870 года в городе не размещался воинский гарнизон.
- В 1892 году был основан один из самых крупных в Померании молочный кооператив, который поставлял продукты к императорскому двору в Берлине.
- В 1893—1934 годах выходит местная газета «Plather Zeitung».
- В 1924 году запущена автоматическая телефонная станция.
- 5 марта 1945 года через город прошли войска 756-го полка 150-й стрелковой дивизии РККА. Через несколько часов в город вошли первые польские солдаты 3-й Померанской пехотной дивизии.
- В начале 1946 года были открыты молочный комбинат, макаронная фабрика, кирпичный завод, паровая лесопилка.
- В 1946 года сформировался спортивный клуб "Колеарж" (с 1947 г. — "Вихер", с 1950 г. — Народное спортивное общество, с 1959 г. — "Полония")
- В 1947 году создан Государственный аграрный техникум.
- В 1947 году открылась городская библиотека.
- В 1959 году начал функционировать Городской Дом культуры.
- В 1965 году открылся Государственный архив.
- С 1992 года издаётся «Газета локальна».
- В 2001 году — открытие современного завода по очистке сточных вод[6].